# آنا مونتانیانا
آنا مونتانیانا (اسپانیایی: Anna Montañana‎؛ زادهٔ ۲۴ اکتبر ۱۹۸۰) بازیکن بسکتبال زن اهل اسپانیا بود.
از باشگاه‌هایی که در آن بازی کرده‌است می‌توان به دانشگاه استانبول اشاره کرد.
وی در مسابقات کشوری و بین‌المللی در مجموع برندهٔ ۱ مدال نقره، ۳ مدال برنز شده‌است.